# Severiano Arias y Giner
Severiano Arias y Giner (Màlaga, 1827 - 14 de març de 1895) fou un periodista i polític espanyol, diputat a les Corts espanyoles durant la restauració borbònica.
Tenia possessions a la Província de Màlaga i va treballar com a funcionari de Duanes a Puerto Rico i al Ministeri d'Hisenda. Fou elegit diputat per Màlaga a les eleccions generals espanyoles de 1871 i abril de 1872, i després de la restauració borbònica fou novament diputat del Partit Constitucional per Figueres a les eleccions generals espanyoles de 1876. Posteriorment fou senador per la província de Màlaga el 1879-1881 i senador vitalici des de 1881. En els darrers anys de la seva vida fou ministre de la Sala d'Ultramar del Tribunal de Comptes.